# Копитник (Люблінське воєводство)
Копи́тник (пол. Kopytnik) — село в Польщі, у гміні Ломази Більського повіту Люблінського воєводства. Населення — 162 особи (2011).

## Історія
За даними етнографічної експедиції 1869—1870 років під керівництвом Павла Чубинського, у селі переважно проживали римо-католики, меншою мірою — греко-католики, які переважно розмовляли українською мовою.
У 1975—1998 роках село належало до Білопідляського воєводства.

## Демографія
Демографічна структура станом на 31 березня 2011 року:
|          | Загалом | Допрацездатний вік | Працездатний вік | Постпрацездатний вік |
| -------- | ------- | ------------------ | ---------------- | -------------------- |
| Чоловіки | 78      | 18                 | 42               | 18                   |
| Жінки    | 84      | 16                 | 38               | 30                   |
| Разом    | 162     | 34                 | 80               | 48                   |